# Anomis endochlora
Anomis endochlora là một loài bướm đêm trong họ Erebidae.